# ロドニー・クロウエル
ロドニー・クロウエル（英語: Rodney Crowell、1950年8月7日 - ）は、アメリカのミュージシャンで、主にカントリー・ミュージックのシンガー・ソングライターとしての活動で知られている。クロウエルは、ホット・カントリー・ソングスで5つのナンバーワン・シングルを獲得しているが、そのすべてが1988年のアルバム『ダイアモンズ＆ダート』からのものである。また、彼は他のアーティストのために曲を書き、プロデュースもしている。
クロウエルはソングライターのガイ・クラークやタウンズ・ヴァン・ザントに影響を受けた。クロウエルはエミルー・ハリスの「ホット・バンド」で3年間ギターを弾いて歌っていた。
1990年に「After All This Time」という曲で最優秀カントリー・ソング賞を、2014年にはアルバム『オールド・イエロー・ムーン』で最優秀アメリカーナ・アルバム賞を受賞しており、これまでに2度のグラミー賞を受賞している。

## 生い立ち
クロウエルは、1950年8月7日にテキサス州ヒューストンでジェームズ・ウォルター・クロウェルとアディ・コーゼット・ウィロビーの間に生まれた。
彼は音楽一家の出身で、祖父の一人は教会の聖歌隊のリーダーであり、もう一人はブルーグラスのバンジョー奏者だった。祖母はギターを弾き、父親はバーやホンキートンクでセミプロとして歌っていた。 11歳の時に父親のバンドでドラムを叩き始め、10代のときにはヒューストンのさまざまなガレージロックバンドで演奏し、当時のヒット曲やカントリー・ナンバーを演奏していた。

## キャリア

### 1972年–1986年：初期のキャリア
1972年8月、音楽のキャリアを求めてテネシー州ナッシュビルに引っ越し、ジェリー・リードに見出されてソングライターとしての仕事を得た。その後、ソングライター仲間のガイ・クラークと出会い親交を深め、ソングライティングに大きな影響をうけ、またその逆もまた同様であった。その間、彼は「本当のソングライティングとは何かということに直面して、本当に冷たい衝撃を受けた。私は自分の頭の中をできるだけ多くのシンボルやイメージで埋め尽くし始めた。読書を始めたんだ。何か貢献したいという気持ちが強くなったんだ」と語っている。エミルー・ハリスは、アルバム『緑の天使』にクロウエルの曲 "Bluebird Wine" を収録しており、彼に会いたいとリクエストしていた。1975年1月初旬にアルマジロ・ワールド・ヘッドクォーターズのギグでエミルーと一緒に座った後、彼女は彼女のバッキング・バンド、ザ・ホット・バンドでリズムギターを弾くことを依頼した。彼はそれを受け入れ、翌日にはロサンゼルスでエミルーと合流するために出発した。

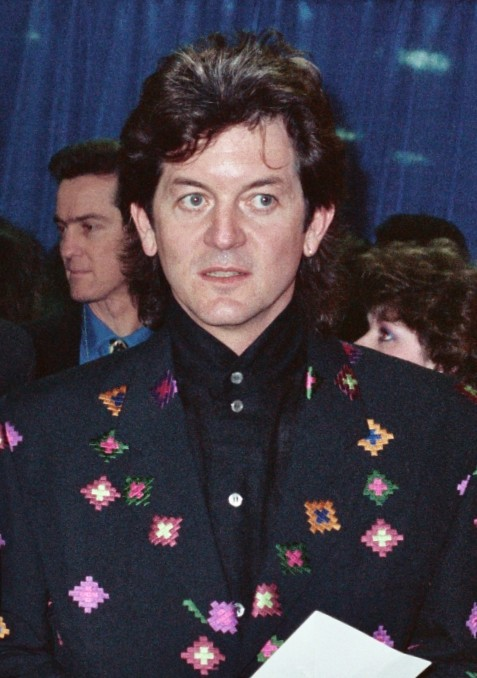
1990年2月、グラミー賞でのクロウエル

1977年にサイドプロジェクトとして、ヴィンス・ギル、トニー・ブラウンなどと音楽グループ「チェリー・ボムズ」を結成した。
1年後にはワーナー・ブラザース・レコードとソロ契約を結び、1978年後半にはデビュー・アルバム Ain't Living Long Like をリリースした。
彼のデビュー・アルバムとそれに続く2枚のアルバム、But What Will the Neighbors Think と Rodney Crowell は、大きなカルト的な支持を集めたにもかかわらず、商業的には成功しなかった。クロウエル自身は、デビュー・アルバムがスタジオで感じたのと同じ明快さとエネルギーをビニールに翻訳していないことを批判した。アルバム But What Will the Neighbors Think からのシングル "Ashes by Now" は1980年のビルボード・ホット100で37位を記録した。
クロウェルはすでに他のアーティストによるカバーによって複数のカントリー・ヒットを持っていたが（ウェイロン・ジェニングスによる "Ain't Living Long Like This"、オークリッジ-ボーイズによる "Leaving Louisiana..."、およびジョニー・キャッシュ、ロザンヌ・キャッシュ、エミルー・ハリス、ジェリー・リードなどによるいくつかのカバーを含む）、クロウェルは "Shame on the Moon" でポップソングライティングの成功の彼の最初の大きな味を得た。"Shame on the Moon "は、ボブ・シーガーとシルバー・ブレット・バンドの1982年のアルバム "The Distance" に収録された。この曲では、グレン・フライがシーガーのバック・ハーモニーに参加している。幅広い層のリスナーを魅了したこの曲は、ビルボード・ホット100のポップ・シングル・チャートで4週連続2位を獲得し、アダルト・コンテンポラリー・チャートでもトップを獲得し、1983年初頭にはカントリー・チャートのトップ15にランクインした。この曲の暗く、詩的で催眠的なスタイルは、クロウエルのカルト的な地位を後押しした。
アルバム Rodney Crowell は1981年にワーナー・ブラザース・レコードからリリースされ、コロンビアに移籍する前の最後のアルバムとなった。クロウエル自身が初めてプロデュースしたアルバムで、トップ・カントリー・アルバム・チャートで47位、ビルボード 200アルバム・チャートで105位を記録した。曲 "Stars on the Water" と "Victim or a Fool" はシングルとしてリリースされた。"Stars on the Water" はホット・カントリー・ソング・チャートで30位を記録し、それまでのクロウエルの最高位を記録した。カナダのカントリー・チャートでは21位でピークを迎えた。"Victim or a Fool" は全米34位となった。
1981年、クロウエルは妻ロザンヌ・キャッシュのアルバムを何枚か制作するためにキャリアを保留にした。
1983年、クリスタル・ゲイルはエレクトラでのファースト・アルバム True Love に収録されている "'Til I Gain Control Again" という曲でカントリー・シングルのナンバーワンを獲得した。この曲は1975年にエミルー・ハリスが初めて録音したもので、その年の『エリート・ホテル』に収録されている。
1984年に、クロウエルは自身の音楽キャリアの仕事に戻り、ワーナー・ブラザースのための新しいアルバム、 Street Language になるはずだったものを録音した。 そのアルバムはデヴィッド・マロイが共同プロデュースしたポップなサウンドの作品だったが、ワーナー・ブラザースに却下され、レーベルからも拒絶され、リリースされることはなかった。ワーナー・ブラザースはよりナッシュビルに近いレコードを要求したが、クロウエルは契約からの解放を交渉し、コロンビア・レコードに移籍した。

### 1986年–1995年：コロンビア・レコードとメインストリームでの成功
ロザンヌ・キャッシュの Rhythm & Romance をプロデュースした後、クロウエルは1986年にコロンビア・レコードと契約した。そのレーベルのための彼の最初のアルバムは、ブッカーT.ジョーンズと共同制作し、ソウルとカントリー・ミュージックのブレンドをフィーチャーした Street Language を再構築した。このアルバムはチャート入りしなかった。
クロウエルは、ソングライターおよびオルタナティブ・カントリー・アーティストとして最もよく知られているが、1980年代後半から1990年代初頭にかけてメインストリームで人気を博した。評論家から絶賛された1988年のアルバム Diamonds & Dirt は、1988年と1989年の17ヶ月間に5枚の連続No.1シングルを生み出した： "It's Such a Small World" （キャッシュとのデュエット）、 "I Couldn't Leave You If I Tried" 、 "She's Crazy For Leavin'" 、 "After All This Time" 、 "Above and Beyond" （バック・オーウェンスの1962年のヒット曲のカバー）。クロウエルの "After All This Time" は1990年グラミー賞のベストカントリーソングを受賞した。彼のフォローアップ・アルバムである1989年の Keys to the Highway は、1990年に "Many a Long and Lonesome Highway "と "If Looks Could Kill "という2つのトップ5ヒットを生み出した。
1992年の Life Is Messy の後、コロンビア・レコードを脱退し、MCAレコードと契約し、さらに2枚のアルバム Let the Picture Paint Itself と Jewel of the South をリリースした。

### 2001年–2010年：作詞作曲の成功、評論での称賛
クロウエルは1990年代と2000年代もソングライターとしての成功を享受し続けた。
この10年間にカントリー・チャートでトップ10に到達したクロウエルの曲には、アラン・ジャクソンの "Song for the Life" 、キース・アーバンの "Making Memories of Us"、リー・アン・ウォマックの "Ashes By Now"、ティム・マグロウの "Please Remember Me"。
2001年、レコーディングからの一時休止の後、クロウエルは1995年の Jewel of the South 以来の彼の最初のスタジオ・アルバムであるThe Houston Kid をシュガーヒル・レコードからリリースした。
このアルバムの多くの曲は半自伝的なもので、アルバムにはクロウエルが1998年に元義父ジョニー・キャッシュとのデュエット曲 "I Walk the Line (Revisited)" を収録してシングルとしてリリースした。
2003年には Fate's Right Hand を、2005年には The Outsider を発表しており、いずれもソニー・ミュージックの一部門であるコロンビア・ナッシュビルからリリースされている。
主要な評論家やクロウエルは、これら3枚のアルバムをソロアーティストとしての最高傑作と評価している。
ロドニー・クロウエルは2003年にハル・ブレア、ポール・オーバーストリート、ジョン・プリンと共にナッシュビル・ソングライターズの殿堂入りを果たした。
2004年、ヴィンス・ギル、トニー・ブラウンなど、1970年代のクロウェルのロードバンドの再結成による The Notorious Cherry Bombs がリリースされた。後のキース・アーバンのヒット曲 "Making Memories of Us"はこのディスクに収録されている。2005年、クロウエルはアルバム Blue Sky Sunrise でアイルランドのシンガーソングライター、キーラン・ゴスのプロデューサーを務めた。
2007年、ロドニー・クロウエルはミュージック・シティ・ウォーク・オブ・フェームに参加した。
クロウエルは、ソニー・ミュージックとの関係を終了し、2008年にYep Roc Recordsから次のアルバム Sex & Gasoline をリリースした。このアルバムはグラミー賞の最優秀コンテンポラリー・フォーク／アメリカン・アルバム賞にノミネートされた。クロウエルは、ミュージシャン兼神経学者のダニエル・レヴィティンの著書 The World in Six Songs でインタビューされた中で著名な人物であり、クロウエルの3曲、 "Shame On the Moon" 、"I Know Love Is All I Need" 、"I Walk the Line (Reivisited)" が本に掲載されている。
2009年に、クロウェルは同年リリースされたワイノナ・ジャッドアのアルバム Sing: Chapter 1 のタイトル曲を書いた。この曲にはいくつかのエレクトロニック・ダンス・ミュージックのリミックスが施され、アルバムからの2曲目のリリースとしてダンス・ラジオに送られた。このシングルは2009年8月に全米ビルボード・ホット・ダンス・クラブ・ソング・チャートで4位を獲得した。
クロウエルはシェリー・ライトの2009年のアルバム、Lifted Off the Groundをプロデュースした。ライトはまた、クロウエルの2008年のシングル "Sex and Gasoline" のミュージック・ビデオにもカメオ出演している。

### 2011年〜現在
Vintage Booksは2011年にクロウエルの回顧録 Chinaberry Sidewalks を出版した。"Chinaberry Sidewalks "は、主にクロウエルの両親の結婚との関係や、テキサス州ヒューストンで育った彼自身の幼少期に焦点を当てている。
2012年、ヴァンガード・レコードからロドニー・クロウエルとメアリー・カーによる KIN: Songs がリリースされた。カーが作詞、クロウエルが作曲を担当した。KINはカーのソングライティングへの最初の試みだった。他にも、ノラ・ジョーンズ、ヴィン・スギル、ルシンダ・ウィリアムズ、リーアン・ウォマック、ロザンヌ・キャッシュ、クリス・クリストファーソン、エミルー・ハリスなど、さまざまなアーティストがアルバムに参加している。
2013年2月26日、クロウエルとエミルー・ハリスは、ハリスの長年のレーベルでノンサッチ・レコードから『オールド・イエロー・ムーン』をリリースした。このアルバムはビルボードのカントリー・アルバム・チャートで4位、ビルボード・ホット200チャートで29位を記録した。2013年には、このアルバムがアメリカーナ音楽賞のアルバム・オブ・ザ・イヤーを受賞し、クロウエルとハリスはグループ／デュオ・オブ・ザ・イヤーに選ばれた。2014年1月26日、クロウエルは『オールド・イエロー・ムーン』がグラミー賞の最優秀アメリカーナ・アルバム賞を受賞した際に、2度目のグラミー賞を受賞した 2015年5月11日、クロウエルとハリスはノンサッチから The Traveling Kind をリリースした。。
クロウエルは2014年4月15日にNew West Recordsからの最初のアルバム Tarpaper Sky をリリースした。クロウエルはこのアルバムを長年の協力者であるスチュアート・スミスと共同プロデュースした。2014年秋、Crowellはハンク・ウィリアムズの伝記映画『アイ・ソー・ザ・ライト』の音楽監督に採用された。
2015年、クロウエルはジュエルのアルバム Picking Up the Pieces に収録されたジュエルとの共作曲 "It Doesn't Hurt Right Now" や、2016年のチェリー・ライトのアルバム I Am the Rain に収録されているトラック "Holy War" でバック・ヴォーカルを提供している。2016年12月20日、クロウエルはロザンヌ・キャッシュとジョン・ポール・ホワイトのゲスト・ヴォーカルに加え、ミッキー・ラファエルのハーモニアをフィーチャーした楽曲 "It Ain't Over Yet" のミュージック・ビデオを公開した。同曲は、2017年にリリースされたアルバム Close Ties に収録されている。同アルバムには「I'm Tied To Ya」と題したシェリル・クロウとのデュエット曲も収録されている。
2019年、クロウエルはソングライティングにおける功績が認められ、アカデミー・オブ・カントリーミュージックから詩人賞を受賞した。また、2019年8月16日にコラボレーション・アルバム TEXAS をリリースした。
2019年6月25日、ニューヨーク・タイムズ誌は、2008年のユニバーサル火災で素材が焼失したと報じられた数百人のアーティストのうち、ロドニー・クロウエルをリストアップした。

## 賞とノミネート
アメリカーナ音楽栄誉と賞
| 年   | ノミネート作品                                        | 賞                                   | 結果       |
| ---- | ----------------------------------------------------- | ------------------------------------ | ---------- |
| 2004 | "Fate's Right Hand"                                   | ソング・オブ・ザ・イヤー             | 受賞       |
| 2004 | "Fate's Right Hand"                                   | アルバム・オブ・ザ・イヤー           | ノミネート |
| 2006 | "The Outsider"                                        | アルバム・オブ・ザ・イヤー           | ノミネート |
| 2006 | "Don't Get Me Started"                                | ソング・オブ・ザ・イヤー             | ノミネート |
| 2006 | ロドニー・クロウエル                                  | ソングライティングにおける生涯功労賞 | 受賞       |
| 2009 | "Sex and Gasoline"                                    | ソング・オブ・ザ・イヤー             | ノミネート |
| 2013 | "オールド・イエロー・ムーン" (エミルー・ハリスと共作) | アルバム・オブ・ザ・イヤー           | 受賞       |
| 2013 | ロドニー・クロウエルとエミルー・ハリス                | ベスト・デュオ/グループ              | 受賞       |
| 2016 | ロドニー・クロウエルとエミルー・ハリス                | ベスト・デュオ/グループ              | 受賞       |
| 2017 | "It Ain't Over Yet"                                   | ソング・オブ・ザ・イヤー             | 受賞       |
| 2017 | "Close Ties"                                          | アルバム・オブ・ザ・イヤー           | ノミネート |

アカデミー・オブ・カントリーミュージック・アウォード 
| 年   | ノミネート作品                             | 賞                                          | 結果       |
| ---- | ------------------------------------------ | ------------------------------------------- | ---------- |
| 1981 | "Seven Year Ache"                          | 年間シングルレコード (プロデューサー)       | ノミネート |
| 1981 | "Seven Year Ache"                          | アルバム・オブ・ザ・イヤー (プロデューサー) | ノミネート |
| 1988 | ロドニー・クロウエルとロザンナ・キャッシュ | トップ・ボーカル・デュオ                    | ノミネート |
| 1988 | ロドニー・クロウエル                       | トップ新人男性ボーカリスト                  | 受賞       |
| 1989 | ロドニー・クロウエル                       | トップ男性ボーカリスト                      | ノミネート |
| 1989 | "After All This Time"                      | ソング・オブ・ザ・イヤー (アーティスト)     | ノミネート |
| 1989 | "Diamonds & Dirt"                          | アルバム・オブ・ザ・イヤー                  | ノミネート |
| 1999 | "Please Remember Me"                       | ソング・オブ・ザ・イヤー                    | ノミネート |
| 2019 | ロドニー・クロウエル                       | 詩人賞                                      | 受賞       |

ASCAPカントリーミュージック・アウォード
| 年   | ノミネート作品       | 賞       | 結果 |
| ---- | -------------------- | -------- | ---- |
| 2017 | ロドニー・クロウエル | 創業者賞 | 受賞 |

カントリーミュージック協会賞
| 年   | ノミネート作品                               | 賞                         | 結果       |
| ---- | -------------------------------------------- | -------------------------- | ---------- |
| 1988 | "Diamonds & Dirt"                            | アルバム・オブ・ザ・イヤー | ノミネート |
| 1988 | ロドニー・クロウエルとロザンナ・キャッシュ   | 年間ボーカル・イベント     | ノミネート |
| 1989 | ロドニー・クロウエル                         | 年間男性ボーカル           | ノミネート |
| 1989 | "After All This Time"                        | 年間シングル               | ノミネート |
| 1989 | "After All This Time"                        | ソング・オブ・ザ・イヤー   | ノミネート |
| 1989 | "After All This Time"                        | 年間ビデオ                 | ノミネート |
| 1990 | ロドニー・クロウエル                         | 年間男性ボーカル           | ノミネート |
| 1999 | "Please Remember Me" (ウィル・ジェニングス ) | ソング・オブ・ザ・イヤー   | ノミネート |

グラミー賞
| 年   | ノミネート作品                                                                                   | 賞                                                        | 結果       |
| ---- | ------------------------------------------------------------------------------------------------ | --------------------------------------------------------- | ---------- |
| 1986 | "I Don't Know Why You Don't Want Me]" (ロザンナ・キャッシュと共作)                               | 最優秀カントリー・ソング                                  | ノミネート |
| 1989 | "I Couldn't Leave You If I Tried"                                                                | 最優秀カントリー・ソング                                  | ノミネート |
| 1990 | "After All This Time"                                                                            | 最優秀カントリー・ソング                                  | 受賞       |
| 2005 | "It's Hard to Kiss The Lips at Night That Chew Your Ass Out All Day Long" (ヴィンス・ギルと共作) | 最優秀カントリー・ソング                                  | ノミネート |
| 2009 | "Sex & Gasoline"                                                                                 | ベスト・コンテンポラリー・フォーク/アメリカーナ・アルバム | ノミネート |
| 2014 | "オールド・イエロー・ムーン" (エミルー・ハリスと共作)                                            | 最優秀アメリカーナ・アルバム                              | 受賞       |
| 2016 | "The Traveling Kind" (エミルー・ハリスと共作)                                                    | 最優秀アメリカーナ・アルバム                              | ノミネート |
| 2016 | "The Traveling Kind" (エミルー・ハリスおよびコリー・チゼルと共作)                                | 最優秀アメリカーナ・ルーツ・ソング                        | ノミネート |

## 私生活
1975年にクロウエルは彼のナッシュビルのガールフレンドのマーサと結婚し、彼らの娘ハンナは1976年5月に生まれた。短期間の結婚は離婚で終わり、クロウエルはハンナの監護権を保持した。クロウエルはその後、1979年から1992年までロザンヌ-キャッシュ（ジョニー・キャッシュの娘）と結婚し、彼らはその期間中にクロウエルが彼女のアルバムのほとんどを制作し、彼女の成功は彼の作詞作曲に影響を与えて、お互いのキャリアに影響を与えた。二人は1988年の "It's Such a Small World "を含む多くのデュエット曲でコラボレーションした。クロウエルとキャッシュは現在離婚しているが、彼らは友好的な条件のままで、時折一緒に演奏している。クロウエルとキャッシュには、ケイトリン（1980年生まれ）、チェルシー（1982年生まれ）、キャリー（1988年生まれ）という3人の娘がいる。クロウエルは1998年にクラウディア・チャーチと結婚し、彼らは愛犬モノとナッシュビルの南に家を共有しているが、彼はまた、キム・リッチーとも結婚していた。